# Nathanaël Molin
Pour les articles homonymes, voir Molin.
Nathanaël Molin est un pongiste français, entraîneur des frères Alexis et Félix Lebrun, et capitaine de l'équipe de France de tennis de table. Il est désigné coach de l'année 2023 par la Fédération internationale de tennis de table.
Il est l'entraîneur d'Alexis et Félix Lebrun lorsque ce dernier décroche la médaille de bronze en simple aux Jeux olympiques de Paris en 2024, et quand l'équipe de France obtient une médaille de bronze par équipe.

## Biographie

### Carrière sportive
Il débute le tennis de table à Dijon d'où il est originaire, et où il a été formé. Il  établit des liens d'amitié avec Stéphane Lebrun qui l'a entraîné à une époque où ni Alexis ni Félix n'étaient nés. Il est classé parmi les 150 meilleurs joueurs en France. 
Entre 2013 et 2014 il gère un pub à Constanța en Roumanie avant de revenir en France. Puis, il entraine l'équipe de Pro B de Montpellier TT à seulement 19 ans, et à son retour il accepte un poste à Metz où il s'occupe des minimes et des cadets, avant de prendre en main l'équipe pro du club de Metz TT qu'il quitte en 2021 après 7 saisons. Il réalise une étude sur la refonte des compétitions de la Fédération française de tennis de table. 
Il suit les frères Lebrun depuis 2021, en particulier lors des tournois WTT, où Félix Lebrun remporte notamment le tournoi WTT Star Contender à Goa en janvier 2024, et Alexis le WTT Contender Zagreb en juin 2024 en simple et en double. Il est capitaine de l'équipe de France, vice-championne du monde en février 2024 à Busan en Corée du Sud, et médaille de bronze lors des Jeux olympiques de 2024 à Paris.
Il est désigné coach de l'année 2023 par la Fédération internationale, récompense remise par Liu Guoliang, ex-champion chinois vice-président de l'ITTF et président du conseil d'administration du World Table Tennis.